# Synagoga v Mikulově
Pojem Synagoga v Mikulově se v dnešní době vztahuje už pouze k jediné budově, a sice k bývalé synagoze v dnešní Husově ulici přímo pod mikulovským zámkem. Jedná se o nejstarší mikulovský židovský svatostánek zvaný též Horní synagoga, Altschul, Stará, Velká či Dómská synagoga.

## Historie

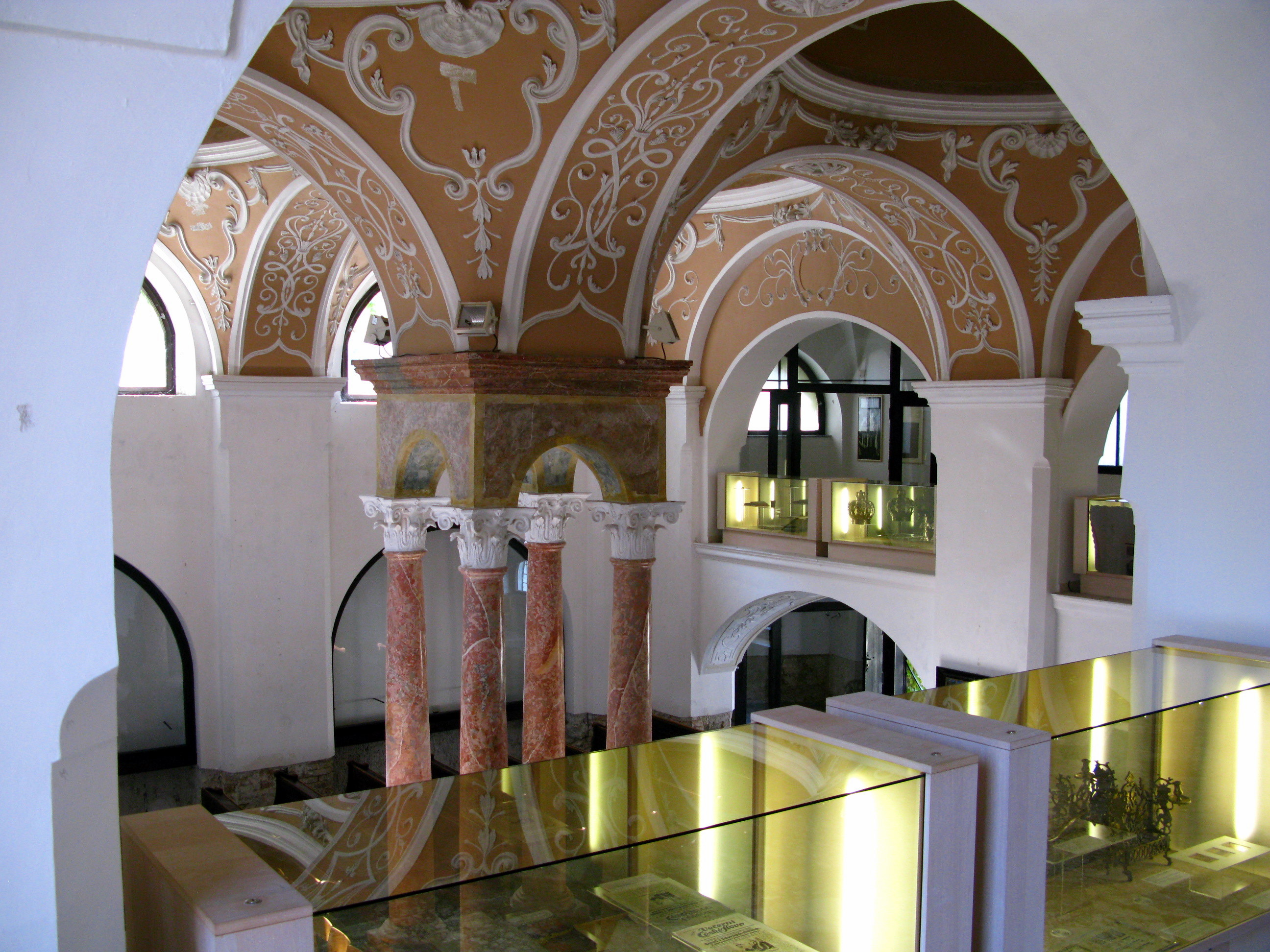
Čtyřsloupový pilíř uprostřed haly

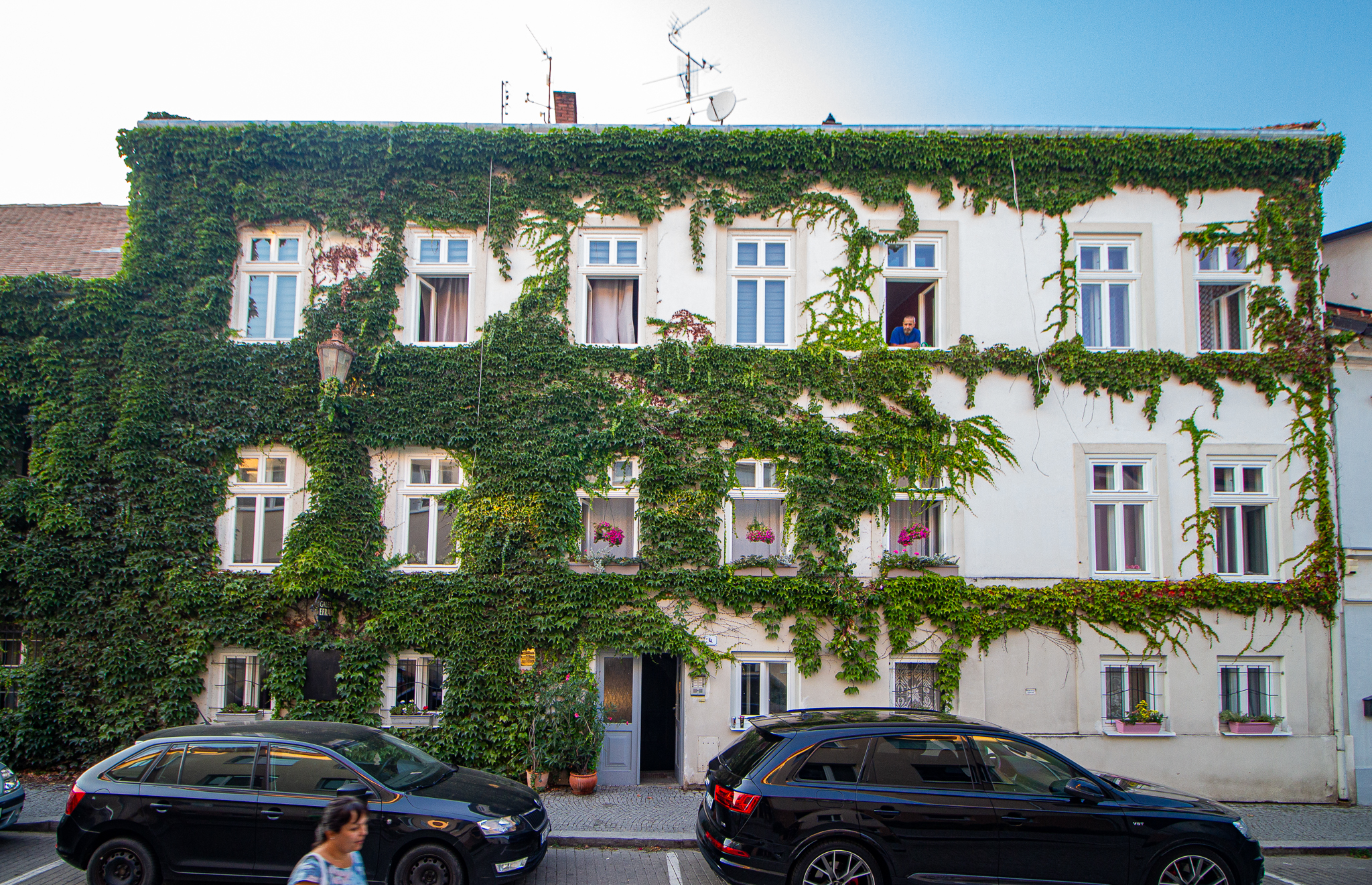
Někdejší židovská chlapecká škola

Předchůdkyně Horní synagogy stávala v Mikulově zřejmě již v polovině 15. století. Současná budova pak byla podle dochovaných pramenů založena v roce 1550, a sice v renesančním slohu. Oběma stavbám bylo společné netypické řešení jejich polohy na koso, což zapříčinil liturgický požadavek orientace ke světovým stranám.
Po požáru v roce 1561 došlo k první přestavbě, při níž byla přistavěna jednosloupová nárožní lodžie. Při další přestavbě v letech 1688–1689 došlo k přístavbě nezvyklé trojúhelníkové ženské modlitebny. Zničující požár v židovském ghettu v roce 1719 byl příčinou další rozsáhlé přestavby, která trvala až do roku 1723. Synagoga při ní „získala nový barokní rozvrh“, jenž vycházel z východních podnětů. Po vzoru svatyní ve Lvově a v Řešově byl strop hlavního sálu vynesen do čtyř kopulí sklenutých uprostřed haly do čtyřsloupového pilíře. Řečniště neboli bima či almemor se tak ocitlo pod baldachýnem. Vznikl tak „harmonický prostor výjimečně hodnotné barokní kompozice“.
Autorství svatostánku ze 40. let 18. století je připisováno význačnému baroknímu sochaři Ignáci Lengelacherovi.
Po požáru v roce 1819 došlo k menší empírové úpravě, především oken, další zásahy menšího rozsahu byly provedeny ještě v letech 1840 a 1892.
Svým bohoslužebným účelům přestala synagoga sloužit v roce 1938, kdy byl Mikulov zabrán nacisty a zdejší židovská komunita zanikla. Během války a po ní sloužila jako skladiště a chátrala. Rekonstrukce se dočkala až v letech 1977–1989. Barokní svatostánek ani ženská modlitebna však obnoveny nebyly. Od té doby je městem využívána ke kulturním účelům.
Mikulovská Horní synagoga je dnes „poslední dochovaný templ polského či lvovského typu v republice". Proto byla též zařazena na seznam chráněných kulturních památek a je od roku 1694 chráněna jako kulturní památka.

## Zaniklé mikulovské synagogy
V Mikulově jako bývalém sídle moravských zemských rabínů bylo synagog více. V 19. století jich zde bylo v provozu celkem 12, přičemž v Praze, která byla mnohem větší, jich ve srovnatelné době fungovalo 16.
Druhá největší mikulovská modlitebna byla Dolní synagoga zvaná též Neuschul či Nová synagoga. Nacházela se asi 50 m pod Horní synagogou v Templové či Úzké ulici a byla založena asi již koncem 16. století. Šlo o jednopatrovou budovu vystavěnou v barokním slohu s valbovou střechou. Již před válkou byla tato svatyně využívána jen příležitostně a za okupace sloužila jako skladiště zabaveného židovského nábytku. Po válce pak dokonce i jako tělocvična. Jelikož nebyla řádně udržována, rychle chátrala a v letech 1977–1978 byla nakonec zbourána.
Třetím významným náboženským prostorem byla modlitebna a studovna (bet ha-midraš, hebrejsky dům výkladu) doložená již v roce 1700. Modlitebna zvaná též Zimní templ zabírala celé první patro domu na Hlavní ulici a sloužila až asi do 2. poloviny 19. století.
Z dalších synagog, z nichž mnohé byly soukromé, jmenujme Aškenázskou (Aschkenasschul) založenou roku 1675, Guttmannovu (Guttmannschul) z roku 1682, Michlštetrovskou (Michelstädterschul) postavenou v roce 1697, Chasidskou (Chasidimschul) z 1. poloviny 18. století, Abelesovu (Löb Abelesschul), Ševcovskou (Schusterschul) a Řeznickou (Fleischhacker-Kazowimschul) z poloviny 18. století. Z mladších pak Vídeňskou (Wienerschul) a Bzeneckou (Bisenserschul). Ze všech zmíněných bohoslužebných míst se do dnešních dní kromě Horní synagogy zachovala pouze „budova Michlštetrovské synagogy ve dvoře domu v Husově ulici a zbytky zdiva Aškenázské synagogy ve dvorech domů v ulici A. Muchy“.